# Lycée Bachiller Sabuco
Le lycée Bachiller Sabuco est un bâtiment historique et un établissement public d'enseignement secondaire situé dans la ville espagnole d'Albacete. Il a été déclaré «lycée historique» par le Gouvernement de Castille-La Manche,,,.
Créé en 1839 (bien que d'autres sources indiquent 1840 comme date de sa fondation), il a été le premier et le seul lycée d'Albacete jusqu'en 1965, date à laquelle le lycée Tomás Navarro Tomás a été inauguré.

## Histoire
Le lycée Bachiller Sabuco a ouvert ses portes entre 1839 et 1840 sous le nom de lycée d'Albacete. Son premier siège était situé au couvent San Augustin, et a déménagé peu après au couvent des franciscains, où il a reçu la visite du roi Alphonse XII.

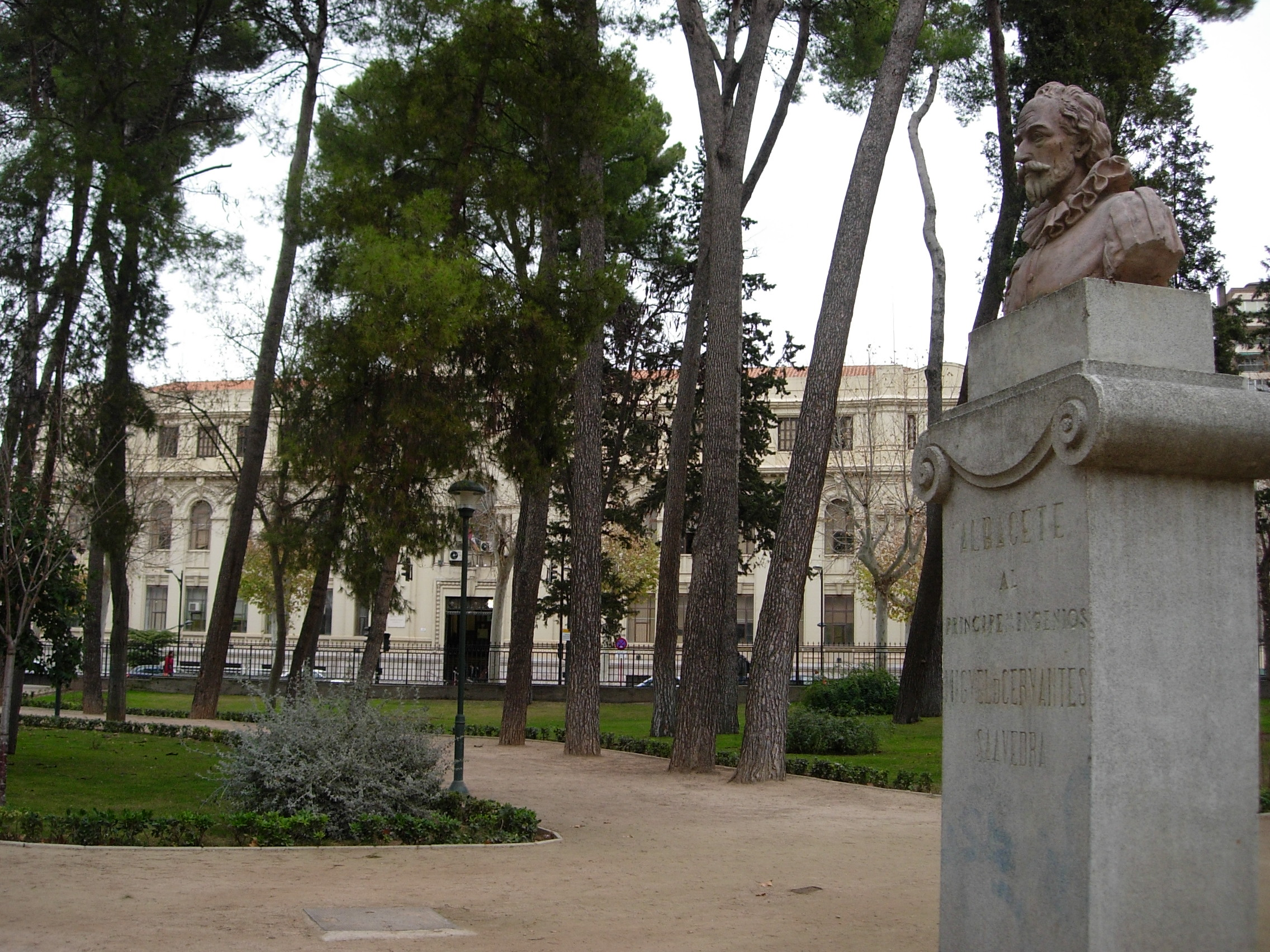
Vue du lycée Bachiller Sabuco depuis le parc Abelardo Sánchez à la hauteur du monument à Miguel de Cervantès

Au XXe siècle, le lycée a été rebaptisé lycée général et technique. Face au manque d'espace - en 1921, il comptait déjà 605 étudiants - un nouveau bâtiment est construit par décret royal en février 1923, conçu par Manuel Sainz de Vicuña et Julio Carrilero. Le nouveau bâtiment a été inauguré le 6 décembre 1931 par le ministre de l'Éducation et des Beaux-arts Marcelino Domingo, bien que le transfert de son ancien emplacement n'ait pas eu lieu avant 1933.
Entre 1936 et 1939, le lycée a été utilisé comme siège des tribunaux populaires, où les séditieux étaient exécutés, et comme caserne et centre d'entraînement des Brigades internationales, qui avaient leur siège à Albacete. Après cette interruption, les cours ont repris en septembre 1939, et il a été le seul lycée d'Albacete jusqu'en 1965, date à laquelle le lycée Tomás Navarro Tomás a été inauguré,.

## Description
L'édifice de style Art nouveau et traits éclectiques, se divise en trois corps: 
- La partie inférieure est à bossage à refend continu en tables.
- Le second corps, au centre, présente de grands pilastres à différents niveaux entre lesquels sont placés la porte centrale, la corniche et les archivoltes à guirlandes.
- Enfin, le plus haut, un étage mansardé avec des fenêtres à linteaux, un parapet, des colonnes toscanes et un grand arc central avec les armoiries de la ville.

L'intérieur présente un grand escalier en marbre poli, avec une coupole en vitrail décorée de couleurs vives et le blason de la ville au plafond. L'escalier est dominé par une grande carte de la péninsule ibérique, et la partie inférieure de l'escalier comporte deux sections décorées de plafonds à caissons.

## Curiosités
Le fait qu'il s'agisse du seul lycée d'Albacete jusqu'aux années 1960 a fait qu'un grand nombre d'élèves célèbres ont fréquenté ses salles de classe, tels que Ramón Menéndez Pidal, Tomás Navarro Tomás, Antonio Tovar ou María Dolores de Cospedal,.